# Bartholin Peak
Der Bartholin Peak ist ein markanter, etwa 2100 m hoher Berg am nördlichen Ende der Boyle Mountains im Westen des antarktischen Grahamlands.
Das UK Antarctic Place-Names Committee benannte ihn 1958 nach dem dänischen Naturforscher Erasmus Bartholin (1625–1698), dessen Werk De Figura Nivis Dissertatio aus dem Jahr 1661 die früheste bekannte wissenschaftliche Beschreibung von Schneekristallen enthält.